# Резолюция Совета Безопасности ООН 10
Резолюция Совета Безопасности ООН 10 — резолюция, принятая 4 ноября 1946 года, согласно которой прекращается непрерывное наблюдение за режимом Франко в Испании Советом Безопасности, а соответствующие документы отправляются на рассмотрение Генеральной Ассамблеей. Резолюция была принята единогласно.

## См.также
- Резолюции Совета Безопасности ООН 1—100 (1946 — 1953)
- Резолюция Совета Безопасности ООН 7
- Резолюция Совета Безопасности ООН 4